# ルートヴィヒ・シュテーク
ルートヴィヒ・シュテーク（ドイツ語: Ludwig Steeg, 1894年12月22日 - 1945年9月6日）は、ドイツの政治家。第二次世界大戦中の1940年から1945年にかけて、大ベルリンの上級市長（Oberbürgermeister）を務めた。

## 経歴
1894年、オットヴァイラーにて生を受ける。
第一次世界大戦には歩兵として従軍し、軍人として予備役少尉（Leutnant der Reserve）まで務めた。復員後、1919年8月からベルリン市に採用され、清掃局や運輸局の職員として働く。
1933年、国家社会主義ドイツ労働者党（NSDAP, ナチ党）に入党。党員番号は1,485,884だった。直後にユリウス・リッペルト州委員の補佐官に任命された。1937年1月、リッペルトが大ベルリン上級市長に就任する。シュテークは同年4月に市長（Bürgermeister）に任命されたものの、実際の市政はNSDAPが派遣した大管区指導者ヨーゼフ・ゲッベルス宣伝相の強い影響化に置かれていた。1940年7月にリッペルトが辞職すると、シュテークが上級市長代行として業務を引き継いだ。
シュテークは親衛隊（SS）にも所属していた。隊員番号は127,531だった。1943年1月末には親衛隊少将へと昇進している。
1945年2月、正式に上級市長に就任する。以後、5月の敗戦まで務めた。後任の上級市長にはアルトゥール・ヴェルナーが選ばれた。1945年9月、シュテークはソビエト連邦の収容所にて死去した。